# Schule von Stampace
Die Schule von Stampace, benannt nach einem Vorort von Cagliari auf Sardinien, wurde von 1450 bis etwa 1600 über mehrere Generationen von der Künstlerfamilie Cavaro betrieben. Sie prägte die Malerei des 16. Jahrhunderts auf der Insel mit Werken, die sich teilweise an ihren Originalstandorten und größtenteils in der Pinacoteca Nationale in Cagliari befinden. 
Eine reichhaltige Sammlung von Retabeln stammt aus der zerstörten Kirche San Francesco in Stampace. 
Pietro Cavaro (etwa 1508–1537 aktiv) gilt als einer der bedeutendsten Maler Sardiniens. Er wurde in Barcelona und Neapel ausgebildet. Sein Stil öffnete sich der italienischen Renaissance und leitete auf Sardinien einen neuen Malstil ein. Unter seinen Gemälden verdient der nach 1520 entstandene Seitenflügel der Madonna, ein Sette Dolori (auch Pietà di Tangeri genannt), besondere Beachtung. Das von einer dramatischen Atmosphäre geprägte Gemälde belegt die Kenntnis des nordischen figurativen Repertoires, besonders Albrecht Dürers.